# Flatzer Wand
Die Flatzer Wand ist ein Felsabbruch des Berges Auf der Kehr (790 m ü. A.). Sie liegt bei Flatz (Gemeinde Ternitz) in Niederösterreich, im Naturpark Sierningtal-Flatzer Wand der Gutensteiner Alpen.

## Zum Begriff
Flatzer Wand findet sich auch als Name für den ganzen Berg, dessen Gipfel der bewaldete Auf der Kehr ist, vereinzelt auch für das ganze Massiv, dessen höchster Gipfel der 898 m hohe Gösing ist.

## Lage und Landschaft
Auf der Kehr ist ein flaches Waldplateau, das kaum Aussicht bietet. An seinem Südhang, direkt an der Ortschaft Flatz, erstreckt sich über etwa einen Kilometer ein stark zerklüfteter Wandabbruch, die Flatzer Wand, mit freien Wandhöhen bis etwa 100 Meter. Insgesamt ähnelt die Flatzer Wand der bekannten Hohen Wand.

## Besiedlung
Die Flatzer Wand ist altes Siedlungsgebiet. Im Langen Loch wurden Menschenknochen und Artefakte gefunden, die eine zumindest zeitweise Besiedlung seit der jüngeren Steinzeit annehmen lassen. Entlang des Südhanges unterhalb der Flatzer Wand befand sich in der späten Bronzezeit (rund 1000 vor unserer Zeitrechnung) eine kleine Bergbausiedlung. Auf künstlichen Siedlungsterrassen standen mehrere Häuser, deren Reste im Zuge des Ausbaus des Forststraßennetzes am Ende des 20. Jahrhunderts gefunden wurden. Am gegenüberliegenden Hang des Gösings wurde Kupfererz verhüttet.

## Wege und Hütten
Am Westrand der Wand liegt das Neunkirchner Naturfreundehaus, das nur an Wochenenden, dafür aber ganzjährig bewirtschaftet ist. Wandfuß wie auch Wandkante sind mit Wegen gut erschlossen, mit zahlreichen Zustiegen zu den Kletterrouten. Der Willi Gottwaldsteig führt abseits der Forststraßen, aber ohne Kletterabschnitte, hinauf zur Schutzhütte.

## Klettergebiet
Die Flatzer Wand ist ein gut erschlossenes Klettergebiet mit einem Dutzend Klettersteigen in den Schwierigkeiten 0–D (schwierigster Steig ist der Steig E60 mit C/D) und über 100 Klettertouren bis etwa zum Schwierigkeitsgrad IX.
Die bekanntesten versicherten Steige sind (von West nach Ost):
- E60 (C/D)
- Ternitzersteig (A)
- Flatzerlochsteig (A/B)
- Fürststeig (A)
- Jubiläumssteig (A/B)

Auf die Flatzer Wand führt auch eine der „schönsten 'ganz leichten' Kletterrouten in den Voralpen“: der historische Doppelsteig im Schwierigkeitsgrad II.

## Höhlen

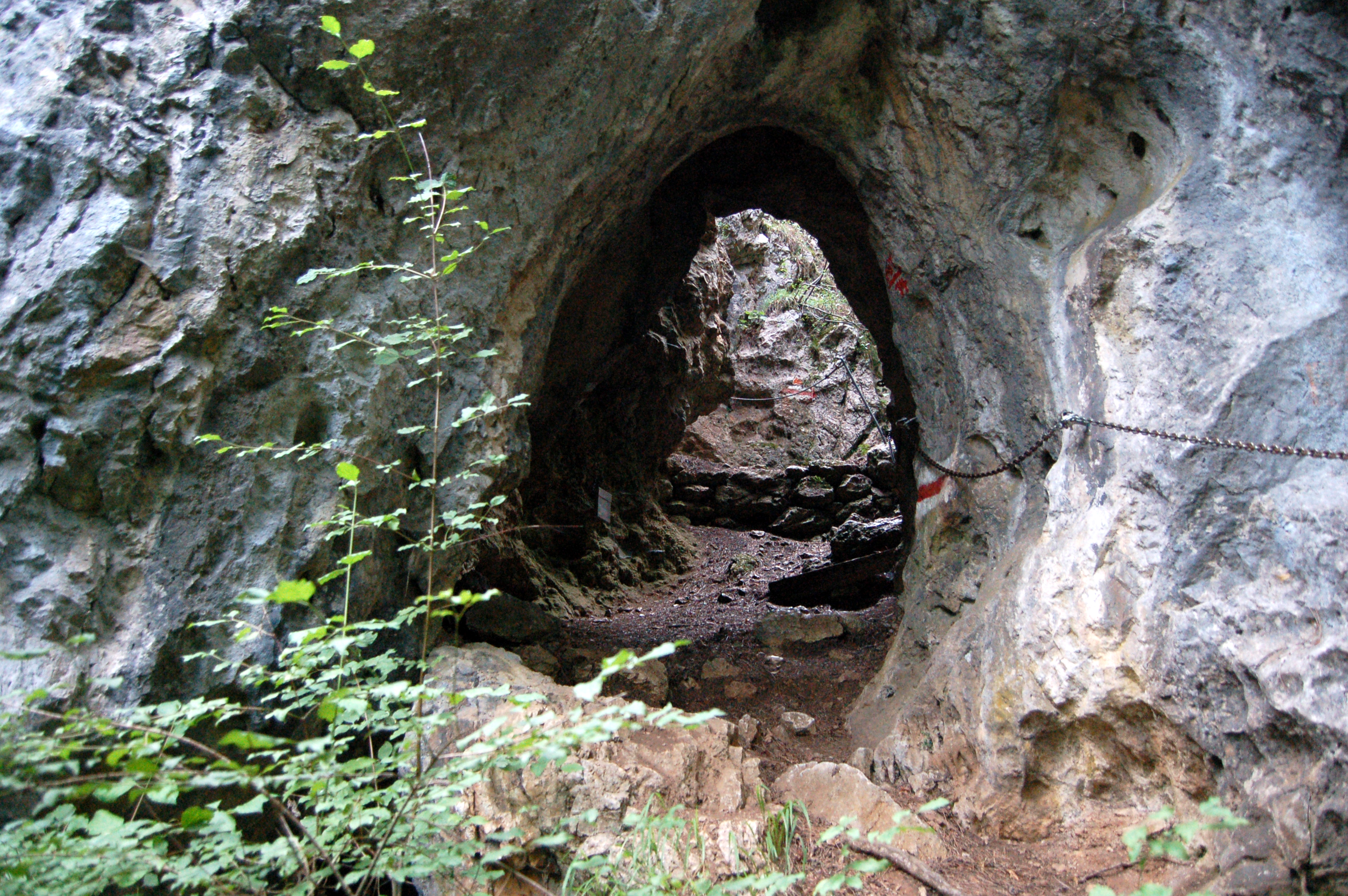
Durchgang des Fürststeigs durch die Schiebbögen

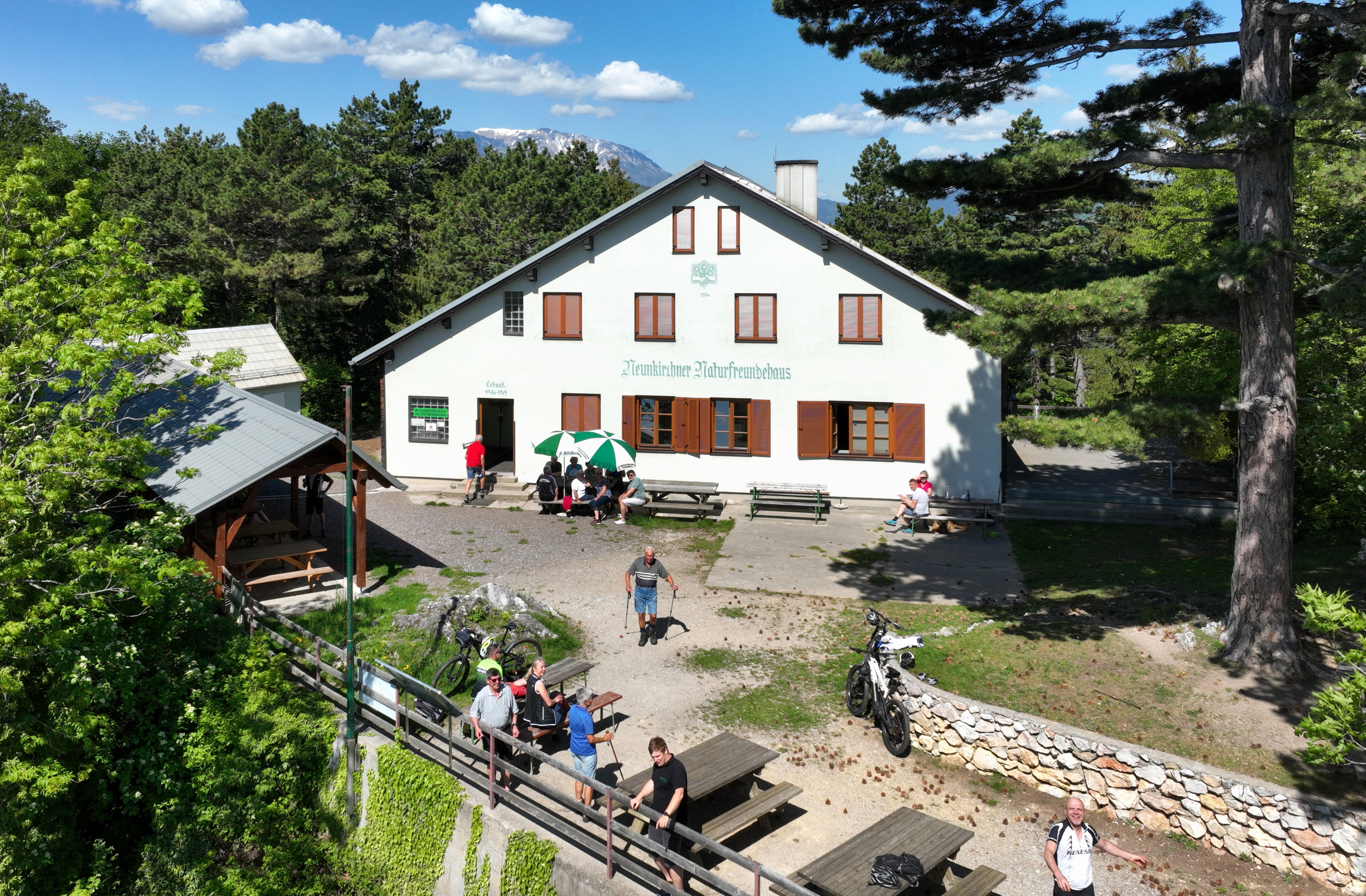
Neunkirchner Naturfreundehaus

Die Flatzer Wand ist reich an Höhlen.
- Die bekannteste ist die Flatzer Tropfsteinhöhle (Langes Loch, Katasternummer 1861/9) mit Seiteneingang Dachslucke (1861/2), die 1904–1906 als Schauhöhle erschlossen wurde, mit Artefakt- und Fossilfunden
- Zweitgrößte Höhle der Flatzer Wand ist die Rötellucke (Rötelloch, 1861/13) mit einer Gesamtganglänge von 81 m (Endraum Forscherhalle), im Eingangsbereich Grabungsspuren (Topfscherben, Tierknochen).
- Gemauerte Lucke (Flatzer Loch, 1861/5, Länge 12 m), im Westteil der Flatzer Wand, erreichbar über Ternitzer Steig – hier suchte die Flatzer Bevölkerung 1683 vergebens Zuflucht vor den Türken
- Schiebbögen (1861/14) im westlichen Teil: Höhlenruine, bestehend aus zwei Durchgangshöhlen (Naturbrücken), durch die größere führt der Fürststeig, durch die andere führt der hier beginnende Ternitzer Steig.
- Interessant ist auch die Schwarze Lucke (Jungfrauenhöhle, Marienhöhle, 1861/16), etwa 100 m westlich des Langen Loches, eine Felsnische, als Höhlenkultstätte mit zeitgenössischen religiösen Devotionalien (Marienbilder) ausgestattet.
- Bergmilchkluft (1861/32, Gesamtlänge 33 m): eine Kluftfugenhöhle mit Kolk- und Sinterbildungen, sowie weißlicher Bergmilch
- Rohrauerhöhle (Wandsteigloch, 1861/24, Länge 48 m): Schlufstrecke, labyrinthisch und gefährlich
- Neue Höhle (1861/11, 26 m, nach erster Halle vergittert)